# Voleibol de praia nos Jogos Sul-Americanos de 2018
As competições de voleibol de praia nos Jogos Sul-Americanos de 2018 ocorreram entre 3 e 7 de junho em um total de 2 eventos. As competições aconteceram no Complexo Olympic, localizado em Cochabamba, Bolívia.

## Forma de disputa
As competições de voleibol de praia foram disputadas por atletas sem restrição de idade. O torneio masculinofoi disputado por quinze duplas divididas em quatro grupos, com as duas melhores equipes de cada grupo avançando à fase eliminatória. O torneio feminino possuiu a mesma fórmula de disputa mas foi contestado treze duplas.

## Calendário
| G | Fase de grupos | ¼ | Quartas de final | ½ | Semifinais | B | Disputa pelo bronze | F | Final |

| Voleibol de praia | Sáb 26 | Dom 27 | Seg 28 | Ter 29 | Qua 30 | Qui 31 | Sex 1 | Sáb 2 | Dom 3 | Seg 4 | Ter 5 | Qua 6 | Qua 6 | Qui 7 | Qui 7 | Sex 8 |
| ----------------- | ------ | ------ | ------ | ------ | ------ | ------ | ----- | ----- | ----- | ----- | ----- | ----- | ----- | ----- | ----- | ----- |
| Masculino         |        |        |        |        |        |        |       |       | G     | G     | G     | ¼     | ½     | B     | F     |       |
| Feminino          |        |        |        |        |        |        |       |       | G     | G     | G     | ¼     | ½     | B     | F     |       |

## Participantes
Ao todo, 28 duplas representando nove países se inscreveram, quinze duplas no torneio masculino e treze duplas no feminino.
| - ARG Argentina (4) - BOL Bolívia (8) - CHI Chile (6) | - COL Colômbia (8) - ECU Equador (4) - PAR Paraguai (8) | - PER Peru (4) - URU Uruguai (8) - VEN Venezuela (6) |

## Medalhistas
| Evento             | Ouro                                              | Prata                                        | Bronze                                       |
| ------------------ | ------------------------------------------------- | -------------------------------------------- | -------------------------------------------- |
| Masculino detalhes | Carlos Rangel José Tigrito Gómez VEN Venezuela    | Gastón Baldi Hans Hannibal URU Uruguai       | Esteban Grimalt Marco Grimalt CHI Chile      |
| Feminino detalhes  | Michelle Valiente Patricia Caballero PAR Paraguai | Gabriela Brito Norisbeth Agudo VEN Venezuela | Erika Mongelós Gabriela Filippo PAR Paraguai |

## Quadro de medalhas
| Ordem | País          | Medalha de ouro | Medalha de prata | Medalha de bronze | Total | Ordem por total |
| ----- | ------------- | --------------- | ---------------- | ----------------- | ----- | --------------- |
| 1     | VEN Venezuela | 1               | 1                |                   | 2     | 1               |
| 2     | PAR Paraguai  | 1               |                  | 1                 | 2     | 1               |
| 3     | URU Uruguai   |                 | 1                |                   | 1     | 3               |
| 4     | CHI Chile     |                 |                  | 1                 | 1     | 3               |
| TOTAL | TOTAL         | 2               | 2                | 2                 | 6     | —               |